# بيدرو بيريرا
بيدرو ميغيل دي ألميدا لوبيس بيريرا (بالبرتغالية: Pedro Miguel de Almeida Lopes Pereira‏) هو لاعب كرة قدم برتغالي في مركز الظهير الأيمن ولد في يوم 22 يناير 1998 في مدينة لشبونة عاصمة البرتغال، يلعب حالياً مع نادي سامبدوريا وسبق له اللعب مع نادي بنفيكا كما لعب مع منتخب البرتغال تحت 18 و17 سنة ويبلغ طوله 182.

## روابط خارجية
- بيدرو بيريرا على موقع اتحاد تركيا (لاعب) (الإنجليزية)
- بيدرو بيريرا على موقع قاعدة بيانات كرة القدم.إي يو (الإنجليزية)
- بيدرو بيريرا على موقع Soccerway.com (الإنجليزية)
- بيدرو بيريرا على موقع عالم كرة القدم.نت (الإنجليزية)
- بيدرو بيريرا على موقع AS.com (الإسبانية)